# Monument à Henri Petit
 (mai 2025).
Motif : Aucune source secondaire, pas de notoriété ni de pertinence démontrée, en l'état TI sur un monument local qui se résume à un rocher avec une plaque, dont le sujet n'est pas plus notable.
- Archive Wikiwix
- Bing
- Cairn
- DuckDuckGo
- E. Universalis
- Gallica
- Google
- G. Books
- G. News
- G. Scholar
- Persée
- Qwant
- (zh) Baidu
- (ru) Yandex
- (wd) trouver des œuvres sur Wikidata

| 1. | Préciser le motif de la pose du bandeau. | Précisez le motif de la pose du bandeau en utilisant la syntaxe suivante : {{admissibilité à vérifier\|date=mai 2025\|motif=remplacez ce texte par le motif}}                               |
| 2. | Informer les utilisateurs concernés.     | Pensez à avertir le créateur de l'article, par exemple, en insérant le code ci-dessous sur sa page de discussion : {{subst:avertissement admissibilité à vérifier\|Monument à Henri Petit}} |

Le monument à Henri Petit est un mémorial de la première moitié du XXe siècle situé dans la forêt de Fontainebleau, en France. Il est dressé en hommage à Henri Petit, un commerçant et ancien militaire chef d'escadron, mort à cet endroit en 1938.

## Situation et accès
Le monument est situé vers le croisement de la route de la Paisson et de la route Biron, au sud de la forêt de Fontainebleau, sur le territoire de la commune de Fontainebleau, et plus largement au sud-ouest du département de Seine-et-Marne.

## Histoire

### Contexte
Henri Georges Petit naît le 21 août 1876 à 13 h, dans le 4e arrondissement de Paris au domicile familial sis 65 rue Rambuteau. Il est le fils de Victor Henri Petite (marchand de salaison) et d'Élise Françoise Romieu (de même profession), tous deux mariés et alors respectivement âgés de 26 et 19 ans.
Il décède le 28 mai 1938 à 11 h, dans la forêt de Fontainebleau au lieu-dit Les Ventes Héron,.

### Édification et inauguration
Au cours la même année 1938, un monument est élevé à l'emplacement de l'accident. La cérémonie d'inauguration a lieu le 16 octobre 1938, à 10 h. Sont présents de nombreux officiers du 1er groupe d'artillerie, l'École d'application, les régiments de la Garnison, une cinquantaine d'officiers de réserve appartenant à la Réunion hippique militaire (RHM), de nombreux membres de la section des rallyes de la Société hippique, une délégation du 168e régiment d'infanterie (dont les unités sont surnommées « les Loups du Bois-le-Prêtre »), de l'Union des sociétés d'équitation militaire de France, de l'Union des sous-officiers de réserve ainsi que des personnalités de Fontainebleau.
La sonnerie du garde-à-vous retentit. Puis, l'aumônier de l'hôpital bénit et récite le psaume 130 (De profundis). Le lieutenant-colonel Georges Marx (1878-1969) prend la parole et remercie les personnes impliquées dans l'édification du monument et celles assistant à cette cérémonie,. À son tour, le délégué du 168e régiment d'infanterie prononce un discours rappelant la vie et les circonstances de la mort de Petit.

## Structure
Le monument est un rocher sur lequel est incrusté une plaque commémorative. Cette plaque rectangulaire est ornée dans les coins supérieurs des médaillons qui sont les insignes de l'escadron de Saint-Georges (représentant Georges terrassant le Dragon) et de la division de Bois-le-Prêtre (représentant une tête de loup), d'une croix au centre bas et des inscriptions suivantes :
| ICI LE Ier MAI 1938 A II HEVRES EST MORT SVBITEMENT A CHEVAL A LA TETE D VN PELOTON D OFFICIERS DE LA REVNION HIPPIQVE MILITAIRE LE CHEF D ESCADRON D ARTILLERIE DE RESERVE HENRI · PETIT 61 · ANS OFFICIER DE LA LEGION D HONNEVR CROIX DE GVERRE CINQ CITATIONS |                                             |
| SON PLAISIR LA FORET SA PASSION LE CHEVAL SON CVLTE L ARMEE | IL A TROP AIME SES AMIS POVR EN ETRE OVBLIE |